# Hook (film)
Hook – amerykański film przygodowy z 1991 roku w reżyserii Stevena Spielberga. Jest to uwspółcześniona historia wiecznego chłopca – Piotrusia Pana. Na motywach książki dla dzieci J.M. Barriego. Tytuł filmu odnosi się do imienia jednej z postaci Kapitana Haka (ang. Captain Hook).
Film otrzymał pięć nominacji do Oscara – za scenografię, kostiumy, efekty specjalne, charakteryzację i piosenkę When You’re Alone. Mimo to serwis Rotten Tomatoes, opierając się na opiniach z 65 recenzji, przyznał mu wynik 29%, czyli „zgniły”.

## Fabuła
40-letni prawnik Peter Banning (Robin Williams) często jest tak zajęty pracą, że zaniedbuje swoją ukochaną żonę Moirę (Caroline Goodall) i dzieci. Chce wynagrodzić synkowi Jackowi (Charlie Korsmo), że nie przyszedł na jego mecz bejsbolowy, a córeczce Maggie (Amber Scott), że nie interesowało go szkolne przedstawienie z jej udziałem. Wraz z rodziną jedzie do prababci Wendy (Maggie Smith) do Londynu, gdzie mają wspólnie spędzić święta Bożego Narodzenia. Jednak podczas urlopu Peter nie rozstaje się z telefonem komórkowym i wciąż kontaktuje się z firmą. Nocą jego syn i córka w tajemniczych okolicznościach zostają uprowadzeni. Niebawem zjawia się mała wróżka Dzwoneczek (Julia Roberts). Przekonuje ona Petera, że to on jako chłopiec był Piotrusiem Panem. Twierdzi, że jego dzieci porwał dawny wróg, okrutny kapitan Hak (Dustin Hoffman). Aby je odzyskać, Peter wyrusza do Nibylandii.

## Obsada
- Robin Williams – Peter Banning / Piotruś Pan
- Dustin Hoffman –
  - kapitan Jakub Hak,
  - kapitan Crochet (głos)
- Julia Roberts – Dzwoneczek
- Charlie Korsmo – Jack „Jackie” Banning
- Amber Scott – Maggie Banning
- Bob Hoskins –
  - Smee,
  - sprzątacz
- Dante Basco – Rufio
- Maggie Smith – dorosła Wendy Angela Darling
- Caroline Goodall – Moira Banning
- Laurel Cronin – Liza
- Arthur Malet – Milczek
- Isaiah Robinson – Pockets
- Raushan Hammond – Thud Butt
- James Madio – Don’t Ask
- Jacen Fisher – Ace
- Thomas Tulak – Too Small
- Alex Zuckerman – Latchboy
- Ahmad Stoner – No Nap
- Bryan Willis – Sooner
- Brett Willis – Later
- Gwyneth Paltrow – młoda Wendy Angela Darling
- Max Hoffman – młody Piotruś Pan
- Ryan Francis – nastoletni Piotruś Pan
- Phil Collins – insp. Good
- Tony Burton – Bill Jukes
- Glenn Close – Gutless
- George Lucas – mężczyzna całujący się na moście
- Carrie Fisher – kobieta całująca się na moście

### Polski dubbing
- Krzysztof Stroiński – Peter Banning / Piotruś Pan
- Marek Bargiełowski – kapitan Jakub Hak
- Dominika Ostałowska – Dzwoneczek
- Mateusz Damięcki – Jack „Jackie” Banning
- Emilia Wąsowska – Maggie Banning
- Jan Prochyra –
  - Smee,
  - sprzątacz
- Bartosz Opania – Ruffio
- Danuta Szaflarska – dorosła Wendy Angela Darling
- Marta Klubowicz – Moira Banning
- Katarzyna Tatarak – zagubieni chłopcy
- Cezary Kwieciński – zagubieni chłopcy
- Małgorzata Duda – zagubieni chłopcy
- Irena Kownas – Liza
- Stanisław Brudny – Milczek
- Jolanta Grusznic
- Jacek Wolszczak – młody Piotruś Pan

## Nominacje do nagród
- Oscar:
  - Najlepsza charakteryzacja
  - Najlepsza piosenka – "When You're Alone", wyk. Amber Scott
  - Najlepsza scenografia Garrett Lewis, Norman Garwood
  - Najlepsze efekty specjalne – Eric Brevig, Harley Jessup, Mark Sullivan, Michael Lantieri
  - Najlepsze kostiumy Anthony Powell

- Złoty Glob:
  - Najlepszy aktor w komedii lub musicalu Dustin Hoffman
- Złota Malina – Najgorsza aktorka drugoplanowa Julia Roberts
- Amerykańskie Stowarzyszenie Operatorów Filmowych – Najlepsze zdjęcia do filmu fabularnego Dean Cundey

- Grammy – Najlepsza kompozycja instrumentalna napisana dla filmu kinowego lub na potrzeby telewizji John Williams